# Outlast
Outlast es un videojuego de terror y supervivencia en primera persona desarrollado por Red Barrels. El juego gira en torno a un periodista de investigación independiente, Miles Upshur, que decide investigar un remoto hospital psiquiátrico llamado Mount Massive Asylum, ubicado en lo profundo de las montañas del condado de Lake, Colorado. El contenido descargable Outlast: Whistleblower se centra en Waylon Park, un ingeniero de sistemas informáticos que trabajaba para dicho psiquiátrico, es el hombre que llevó a Miles Upshur al manicomio ya que le comentaba las atrocidades llevadas a cabo con los pacientes.
Outlast fue lanzado para Microsoft Windows el 4 de septiembre de 2013, PlayStation 4 el 4 de febrero de 2014 y para Xbox One el 19 de junio de 2014. Las versiones de Linux y OS X se lanzaron más tarde el 31 de marzo de 2015. En febrero de 2018 se lanzó una versión para Nintendo Switch titulada Outlast: Bundle of Terror.
Outlast recibió críticas generalmente positivas, con elogios por su atmósfera, elementos de terror y jugabilidad. A partir de octubre de 2016, el juego ha venido 4 millones de copias. A partir de mayo de 2018, toda la serie ha venido 15 millones de copias. Una secuela, Outlast 2, se lanzó el 25 de abril de 2017, mientras que una precuela, The Outlast Trials se lanzó el 18 de mayo de 2023. The Murkoff Account, una serie de cómics, ambientada entre Outlast y Outlast 2, se lanzó de julio de 2016 a noviembre de 2017.

## Jugabilidad
Outlast se juega desde una perspectiva en primera persona. El protagonista del juego, a diferencia de muchos protagonistas de juegos de temática de horror de supervivencia, es incapaz de combatir; en su lugar, el personaje es capaz de desplazarse, escalar u ocultarse en lugares de su entorno para así poder eludir a los enemigos. Para desplazarse por el entorno, el personaje es capaz de escalar lugares altos, evitar obstáculos, arrastrarse, y deslizarse en espacios estrechos usando el parkour. La resistencia del personaje es limitada y se puede recuperar progresivamente de las heridas si permanece un determinado tiempo quieto, sin ser atacado. Originalmente los realizadores del juego habían desarrollado a una asistente femenina para ayudar a Upshur en diferentes situaciones pero la idea fue desechada ya que los realizadores sentían que eso podría disminuir el estrés provocado por la incapacidad del personaje para defenderse. Además, el protagonista puede sobrevivir a situaciones de peligro escondiéndose en el interior de las taquillas, debajo de las camas o al cerrar las puertas de ciertas habitaciones.
Dado que la mayoría del manicomio es oscuro, se debe usar la cámara para ver en la oscuridad, todo esto gracias a la función de la visión nocturna. Sin embargo, el uso excesivo de la visión nocturna consumirá la batería. Para ello se necesitará buscar baterías que se encontrarán en diferentes lugares del manicomio a fin de lograr pasar por diferentes escenarios.
La mayor parte de los enemigos en el juego son variantes o pacientes del manicomio que presentan mutaciones y comportamientos agresivos respecto al resto de internos del asilo; otros, en cambio, se encargan de brindar ayuda o consejos a Miles Upshur. Esta cualidad fue agregada para hacer de los personajes más "realistas" dado que no todos los pacientes de un psiquiátrico son de naturaleza violenta.

## Argumento
Miles Upshur, un tenaz periodista independiente que «se atreve a indagar en donde nadie más» recibe un correo anónimo que le informa acerca de experimentos ilegales llevados a cabo en un manicomio llamado Mount Massive, el cual es propiedad de la corporación Murkoff. Adentrándose en el manicomio de noche y con una videocámara, Upshur encuentra la institución en ruinas y presumiblemente abandonada, pero según explora los pasillos y estancias del recinto, el periodista descubre varios cadáveres de empleados, guardias e incluso escuadrones SWAT. Entre ellos aparece un superviviente gravemente herido, el cual le revela que los responsables de la masacre han sido los propios pacientes del manicomio, que ahora están rondando libremente y le advierte de que escape mientras pueda.
Más adelante en su camino por el manicomio Upshur es atacado por uno de los pacientes, conocido como Chris Walker, quien lo arroja violentamente desde la planta alta. Mientras recupera la consciencia Upshur es contactado por otro paciente que sufre de un complejo de mesías, y se llama a sí mismo padre Martín, que cree que Upshur es una especie de discípulo que ha venido a presenciar lo que ocurre en Mount Massive. Decidido a escapar, Upshur se dirige a la sala de vigilancia, donde sus planes para escapar son frustrados en dos ocasiones por el padre Martín, el cual injecta a Upshur con anestesia y quiere que sea testigo de Walrider, una aparente entidad sobrenatural invisible responsable de acabar con varios de los escuadrones SWAT.
Al recuperar la conciencia, Miles se encuentra atrapado en un bloque de celdas en ruinas lleno de pacientes catatónicos y dementes. Sin más elección que buscar una ruta de escape alterna, Upshur se ve obligado a desplazarse por diferentes áreas del manicomio siguiendo las pistas que el padre Martín le deja en paredes o mensajes con otros pacientes inofensivos. Miles escapa por las alcantarillas hacia los pabellones principales, siendo perseguido por Walker en más de una ocasión, y por dos gemelos caníbales. Mientras recolecta archivos de los pacientes en Mount Massive, Upshur va descubriendo que Walrider es el nombre de un misterioso proyecto que se llevó a cabo por el fallecido fundador de Murkoff, el Dr. Wernicke.
Después de escapar a duras penas de varios pacientes, Upshur es capturado por un exempleado de Murkoff, el doctor Richard Trager, que tras haberse vuelto loco, al igual que los pacientes, lo mutila y lo mantiene preso. Upshur consigue librarse de Trager y, durante un forcejeo que los dos tienen en un elevador activo, Trager muere, al quedar atrapado en las puertas del elevador. Poco después, el padre Martín lo contacta de nuevo para hablar en la capilla del manicomio. Mientras busca al padre Martín, Upshur tendría que pasar por la cocina, pero le resulta imposible al estar incendiada así que se vio obligado a apagarla con 2 válvulas de agua. Otra vez más, a su paso se encuentra a Walker y debe esconderse. Ya en el exterior, Upshur se topa de nuevo con Walker, el cual sube a unos palés de madera y pasa a un patio donde lo logra evadir poco después. En ese momento Upshur presencia con ayuda de la cámara con visión nocturna lo que parece ser al infame Walrider rondando las instalaciones del manicomio.
Una vez reunido con el padre Martín, éste le revela que ya ha presenciado suficiente y, tras proporcionarle la llave del elevador principal procede a inmolarse a sí mismo con ayuda de sus seguidores delante de Upshur, quien graba como el padre Martín es quemado vivo. En la búsqueda al elevador, Upshur se vuelve a topar con Walker, evadiéndolo al dirigirse hacia un comedor. Finalmente llega al elevador y pone la llave, haciéndolo funcionar de nuevo. Upshur está listo para escapar por la recepción, pero el elevador se avería y empieza a descender a un laboratorio subterráneo secreto del que intenta escapar solo para ser atacado por última ocasión por Walker, quien es descuartizado por el propio Walrider. Al explorar el laboratorio, Upshur para su sorpresa se topa con el Dr. Wernicke, quien le explica que el Walrider no es un ente sobrenatural, sino un enjambre de nanomáquinas controladas por la voluntad de un paciente, Billy Hope, que consiguió controlar el Walrider gracias a los experimentos que hicieron con él.
Comprendiendo que no puede escapar mientras el Walrider exista, Upshur sigue las instrucciones de Wernicke para desconectar el soporte vital de Billy y así acabar con el engendro mecánico. Pese a que Upshur tiene éxito y Billy muere ahogándose en su propia sangre, antes de desaparecer el Walrider ataca violentamente a Upshur, dejándolo gravemente herido. Con una pierna rota y con la evidencia suficiente para cumplir su objetivo inicial, Upshur se prepara para dejar el laboratorio, pero en su camino se interpone Wernicke junto a varios policías SWAT armados, que lo acribillan en un intento de proteger a Murkoff. Mientras Upshur agoniza, el Dr. Wernicke se da cuenta de que el periodista es el nuevo portador del Walrider; el cual comienza asesinar a los presentes al escucharse gritos de pánico y disparos mientras la pantalla se vuelve negra.

### Outlast: Whistleblower
Waylon Park, un ingeniero de software que trabaja para la corporación Murkoff, está decidido a acabar con los crueles experimentos que sufren día tras día los pacientes del manicomio Mount Massive. Park envía un correo electrónico a un periodista para que investigue lo ocurrido en el asilo y de esa forma destapar la verdad. Sin embargo, Waylon es descubierto por su superior, Jeremy Blaire, quien para evitar que Murkoff sea expuesto, interna a Park como un paciente más del manicomio, haciéndolo pasar por algunos de los tratamientos que realizan en la institución.
Algunas horas después de que un extraño evento causara la liberación de todos los pacientes, Park, con una cámara de mano, comienza a recorrer el manicomio tras escapar de su celda solo para descubrir que los pacientes enloquecidos se encuentran masacrando a los empleados y guardias del manicomio. Al poco tiempo, Park es perseguido por Frank Manera, un paciente con una motosierra que práctica el canibalismo. Tras eludir al peligroso paciente, Park intenta escapar del manicomio pidiendo ayuda por radio pero es interrumpido por Blaire, que destruye la radio, lo noquea y deja a su suerte en los pasillos, donde deambula el paciente Chris Walker.
Sin más elección que buscar otra ruta de escape, Park continua explorando el manicomio hasta que comienza a ser perseguido y termina siendo capturado por otro paciente, apodado el Novio; Eddie Gluskin, un variante trastornado que castra a varios pacientes varones en un intento de encontrar a su «novia perfecta». Aunque Gluskin desea castrar a Park para volverlo su pareja, este acaba intentando asesinar a Park por sentirse rechazado por este, iniciando una confrontación que termina en Gluskin muerto tras intentar ahorcarlo. Conforme, Park continua caminando por el manicomio este presencia como varias fuerzas especiales eliminan a quienes encuentren y se abren paso por la institución. 
Para cuando Park llega a la entrada se encuentra nuevamente con Blaire, quien intenta asesinarlo apuñalándolo en el estómago con una astilla de vidrio, pero la pelea es interrumpida por el Walrider (aparentemente el de Upshur), que despedaza a Blaire. Pese a sus heridas, Park logra montarse en el Jeep de Upshur y durante su huida logra ver a los Walriders de Upshur y Billy. Algún tiempo indefinido después Park se prepara para subir en línea las grabaciones que obtuvo en su escape de Mount Massive mientras un aliado suyo llamado Simon Peacock le advierte que una vez que suba los archivos se volverá un blanco de la compañía. Park decide subir los archivos de todas formas, ahora consciente de los riesgos.

## Lanzamiento del juego
Fue lanzado el 4 de septiembre de 2013 para descarga digital a través de Steam, y se dio a conocer a principios de 2014 para la PlayStation 4. Durante su segundo mes, el juego estuvo disponible como un título gratuito para los miembros de PlayStation Plus.
Desde la salida de la versión de PS4, se rumoreaba la posibilidad de una versión para Xbox One, esto finalmente pasó el 19 de junio de 2014, y ahora está disponible a través del bazar de Xbox Live, al igual que su DLC Outlast: Whistleblower

## Recepción

### Crítica
Outlast fue recibido con críticas en su mayoría positivas. En Metacritic, a partir del 28 de octubre de 2013, el juego mantiene una puntuación de 80/100 basado en 56 críticas. En GameRankings, se mantiene una puntuación de 79,94% basado en 36 críticas. El juego ha recibido un sinnúmero de galardones y premios de E3 2013, incluyendo el premio de honor "Most Likely to Make you Faint", y un premio de "Best of E3".
El sitio web de juegos Rock, Paper, Shotgun, dio a Outlast una reseña muy positiva, señalando que "Outlast no es un experimento de cómo los juegos pueden dar miedo, es una ejemplificación." Marty Sliva de IGN calificó el juego con una puntuación de 7,8, alabando a los elementos de horror y de juego, al tiempo que criticaba los entornos y modelado de personajes. 
La revista Gamerologies describió el juego como "Un juego grande porque consigue transmitirte toda esta angustia como hace tiempo que ningún juego era capaz, ayudado de un fantástico apartado gráfico y de grandes ideas como la visión a través de la videocámara, este juego ofrece una experiencia de auténtico terror" puntuándolo con un 8,5/10.
Fue denominado mejor juego de terror de 2013, además fue un juego muy reconocido a nivel mundial por los premios recibidos.

## Secuela
En octubre de 2015, Philippe Morin, cofundador de Red Barrels, confirmó que una secuela del título estaba en desarrollo para las plataformas PlayStation 4, Xbox One y Microsoft Windows. El videojuego Outlast 2 tuvo su fecha de lanzamiento el 25 de abril de 2017.